# Greg Vanney
Greg Vanney (South Boston, 1974. június 11. –) amerikai válogatott labdarúgó, edző. 2021 óta a LA Galaxy vezetőedzője.

## Pályafutása

### Labdarúgóként
Vanney a Virginia állambeli South Boston városában született.
1996-ban mutatkozott be a LA Galaxy első osztályban szereplő felnőtt keretében. 1996-ban a Sacramento Scorpionsnál szerepelt kölcsönben. 2002-ben a francia Bastia szerződtette. 2005-ben visszatért Amerikába és a Dallasnál folytatta a labdarúgást. 2007-ben a Colorado Rapids, majd a DC United szerződtette. 2008-ban a LA Galaxy-hez igazolt.
1996-ban debütált az amerikai válogatottban. 2006-ig összesen 27 mérkőzésen lépett pályára és 1 gólt szerzett hazája színeiben.

### Edzőként
2011 és 2012 között a Chivas USA segédedzője volt. 2014-től 2020-ig a kanadai Torontonál töltött be edzői pozíciót. 2017-ben megszerezte a csapattal a bajnoki trófeát. 2021. január 5-én, Dominic Kinneart váltva a LA Galaxy vezetőedzője lett. 2024-ben a LA Galaxy-val is megnyerte az MLS-kupát.

## Edzői statisztika
2022. október 9. szerint

| Csapat    | Nemzet                    | –tól                | –ig               | Mérkőzések | Mérkőzések | Mérkőzések | Mérkőzések | Mérkőzések |
| Csapat    | Nemzet                    | –tól                | –ig               | M          | Gy         | V          | D          | Gy %       |
| --------- | ------------------------- | ------------------- | ----------------- | ---------- | ---------- | ---------- | ---------- | ---------- |
| Toronto   | Kanada                    | 2014. augusztus 31. | 2020. december 1. | 252        | 113        | 58         | 81         | 44,8       |
| LA Galaxy | Amerikai Egyesült Államok | 2021. január 5.     | Jelenleg is       | 74         | 31         | 17         | 26         | 41,9       |
| Összesen  | Összesen                  | Összesen            | Összesen          | 326        | 144        | 75         | 107        | 44,2       |

## Sikerei, díjai

### Játékosként
LA Galaxy
- US Open Cup
  - Győztes (1): 2001
- CONCACAF Bajnokok Kupája: 2000

Amerikai válogatott
- CONCACAF-aranykupa
  - Győztes (1): 2005

### Edzőként
Toronto
- MLS
  - Bajnok (1): 2017

- Kanadai Kupa
  - Döntős (3): 2016, 2017, 2018

LA Galaxy
- MLS
  - Bajnok (1): 2024

Egyéni
- MLS – Az Év Edzője: 2017
- CONCACAF – Az Év Edzője: 2017